# Dešťový senzor
Dešťový senzor (též snímač nebo detektor deště) je spouštěcí zařízení reagující na déšť a spouští nebo zastavuje chod připojených systémů. Zařízení se používá především v automobilovém průmyslu a v závlahových systémech.

## V automobilech

Schéma dešťového senzoru

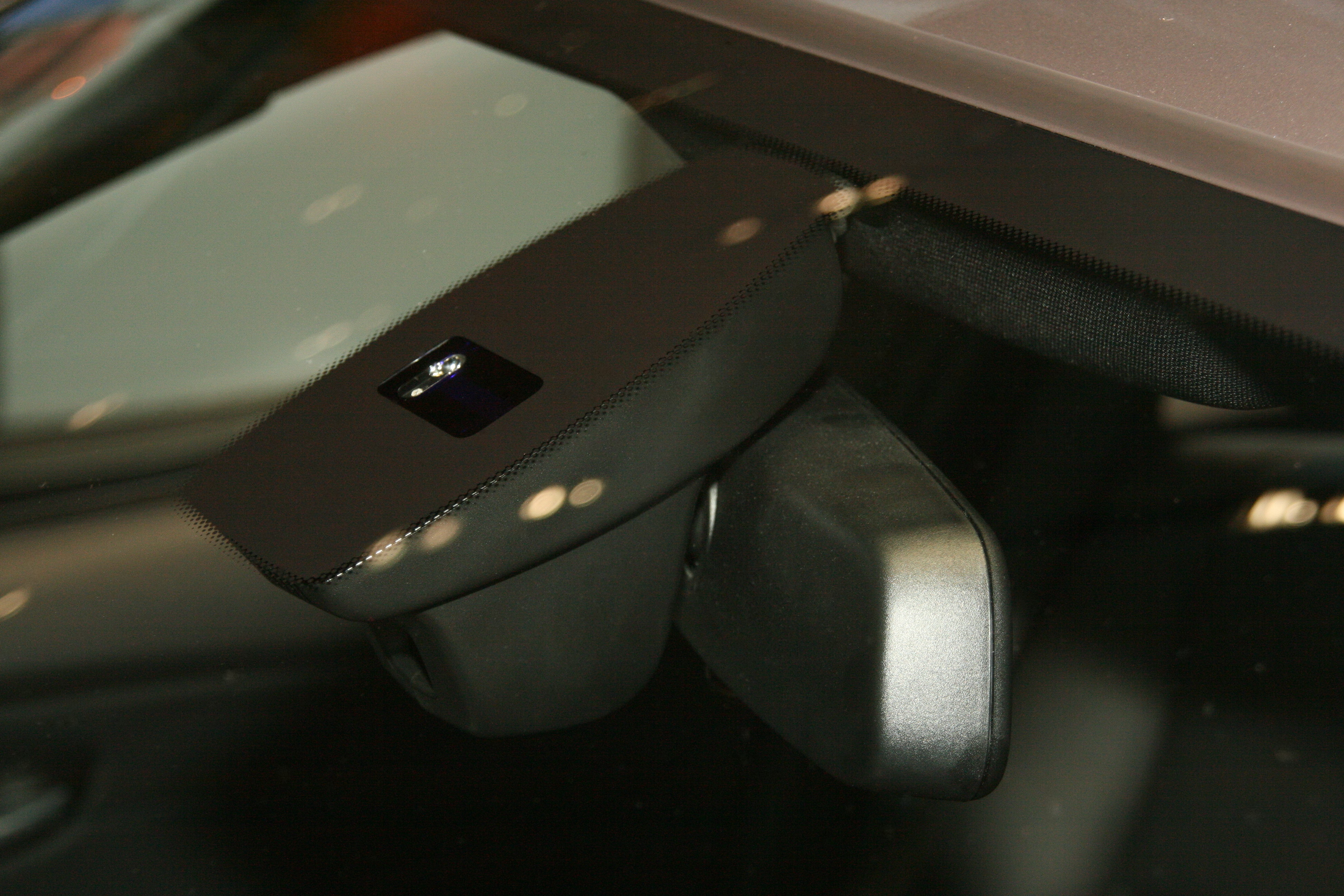
Senzor pod čelním sklem

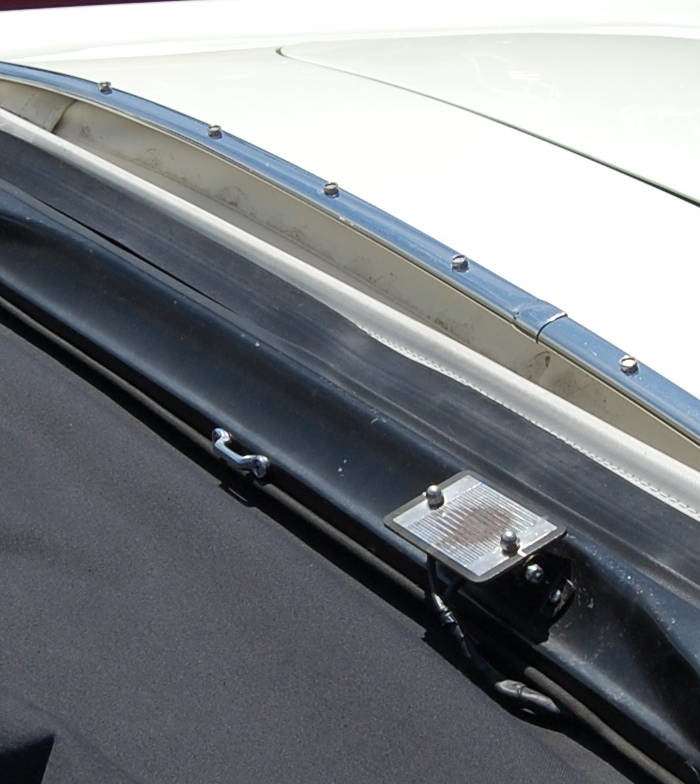
Dešťový senzor Chevrolet Bel Air 1955

Snímač v dešti spouští stěrače a může také zavírat okénka, aby interiér automobilu nepoškodila voda.
Senzor se v automobilech montuje pod čelní sklo. Je tvořen LED a fotodiodou. Paprsek z emitující diody se odráží od povrchu čelního skla a v případě, že jsou na skle kapky, se část paprsku láme a intenzita paprsku dopadajícího na fotodiodu je nižší. Frekvence paprsku může být ve viditelném spektru, nebo se jedná o infračervené záření. Snímač také může automaticky měnit periodu, s níž stěrače stírají.
Manuální ovládání stěračů může mít vliv na soustředěnost řidiče, snímač tedy napomáhá bezpečnosti provozu.

## V zavlažování
V zavlažovacích systémech senzor zabraňuje automatickému spuštění závlah v případě, že prší.